# Medaile za všeobecnou službu 1918
Medaile za všeobecnou službu 1918 (anglicky General Service Medal (1918)) je britská medaile za tažení založená roku 1923 za účelem ocenění účasti na menších operacích britské armády a královského letectva.

## Historie a pravidla udílení
Medaile byla založena dne 19. ledna 1923. Udílena byla za účast v menších operacích britské armády a Royal Air Force, pro které neexistovala samostatná medaile. Udělena mohla být i místním ozbrojeným silám, včetně policie, a před rokem 1947 byla udílena i příslušníkům Britské indické armády. Jejím ekvivalentem byla Námořní medaile za všeobecnou službu 1915. V roce 1962 byly obě medaile nahrazeny novým vyznamenáním, Medailí za všeobecnou službu 1962.

## Popis medaile
Medaile kulatého tvaru o průměru 36 mm je vyrobena ze stříbra. Na přední straně je podobizna vládnoucího panovníka s korunou. Při vnějším okraji medaili je příslušný nápis. Existuje šest verzí přední strany medaile. Na zadní strašně je okřídlena postava Victorie s korintskou helmou na hlavě, v levé ruce držící trojzubec. V pravé ruce drží věnec nad znaky britské armády (meč) a letectva (křídla). Autorem vzhledu medaile je Edward Carter Preston. Na okraji medaile je vyraženo služební číslo, hodnost, jméno a pluk či sbor příjemce medaile.

Stuha široká 32 mm sestává ze tří stejně širokých pruhů v barvě fialové, tmavě zelené a fialové. V případě udělení medaile za kampaň s Mention in Despatches nebo King's/Queen's Commendation, je ke stuze připojena spona ve tvaru bronzového dubového listu.

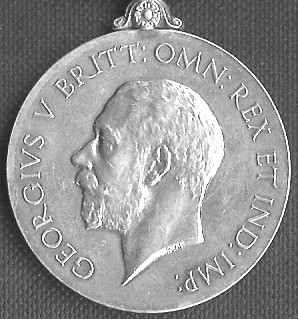
Verze krále Jiřího V.,1918–1928
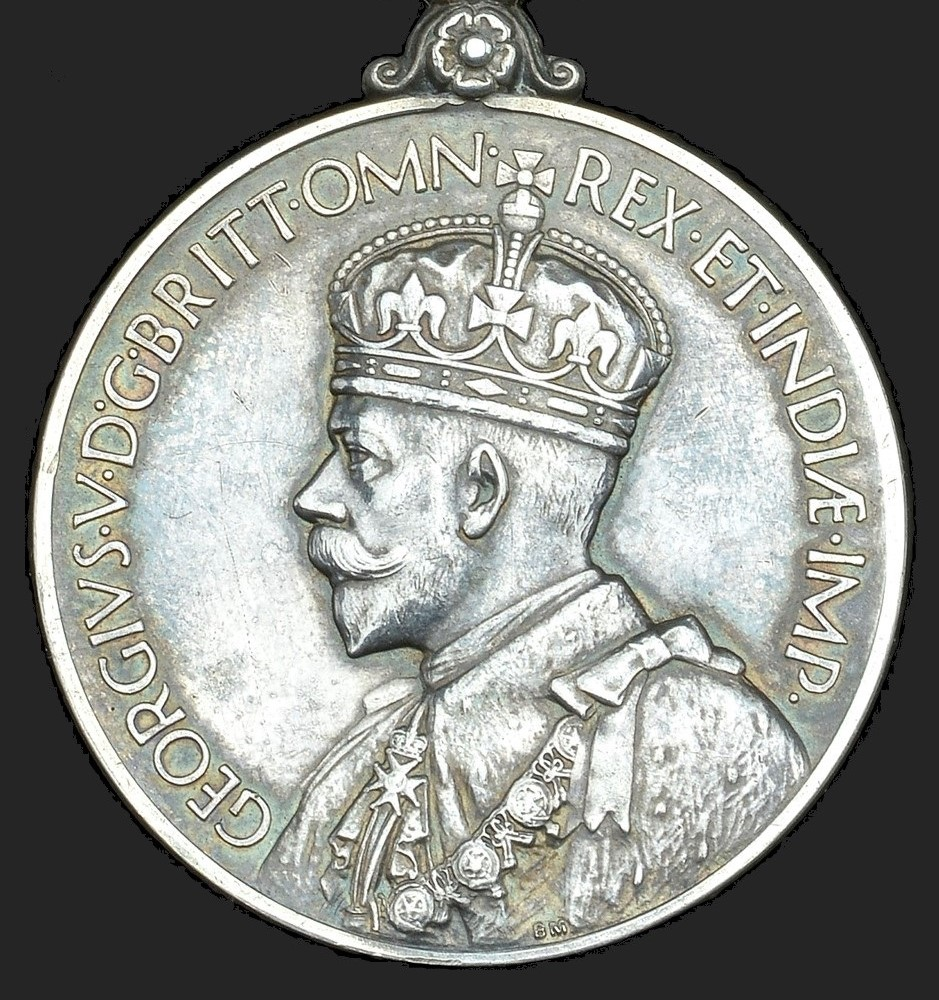
Verze krále Jiřího V., 1932
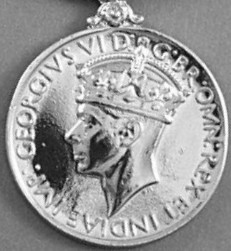
Verze krále Jiřího VI., 1937–1949
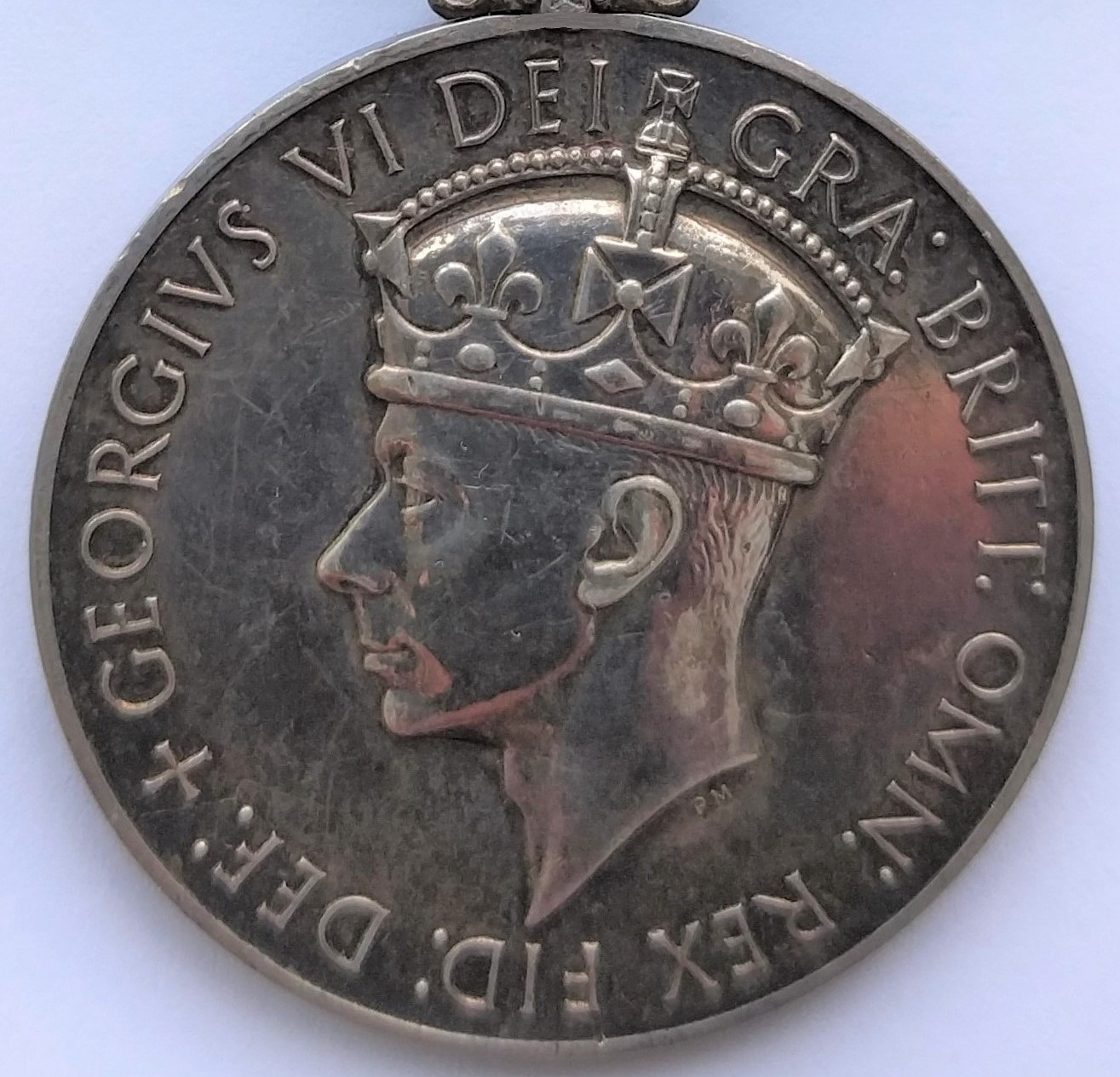
Verze krále Jiřího VI., 1949–1952
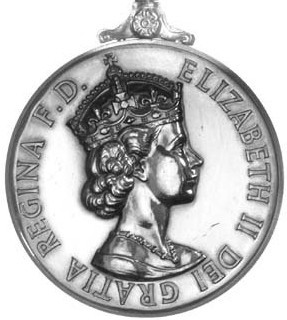
Verze královny Alžběty II., 1955–1962

### Spony
Celkem existuje osmnáct spon, které mohou být uděleny s medailí. Udělení medaile bez spony nebylo možné. Spony ve tvaru stříbrného štítku nesoucí název kampaně či operace, jsou připevněny k závěsné sponě, pomocí které je medaile připojena ke stuze.
Pro udělení spon byla stanovena časová kritéria, za která bylo možné medaili udělit. Tato pravidla nebyla aplikována v případě zabití či zranění v důsledku vojenské operace, či v případě udělení vyznamenání za statečnost či příkladné chování, včetně Mention in Despatech či King's/Queen's Commendation.
- S. Persia
  - Tato spona mohla být udělena za službu v nebo v blízkosti Búšehru pod velením generálmajora J. A. Douglase a brigádního generála A. M. S. Elsmieho v období od 12. listopadu 1918 do 22. června 1919
  - Tato spona mohla být udělena za službu v nebo v blízkosti Bandar Abbásu pod velením generálmajora Percyho Sykese či podplukovníka E. F. Ortona v období od 12. listopadu 1918 do 3. června 1919.
- Iraq
  - Tato spona byla udílena za službu v nebo blízkosti Kirkúku v období od 23. května do 31. července 1919, za službu v nebo blízkosti Dahúku v období od 14. července do 7. října 1919, či za službu severně od předsunutých základen poblíž Akry a Amádíjy v období od 7. listopadu do 6. prosince 1919. Army Order No. 387 a Army Instruction (India) No. 132 roku 1925 rozšířily způsobilost pro získání této spony na operace pod velením leteckého maršála J. M. Salmonda a colonel commandanta B. Vincenta v období od 19. března do 18. června 1923 nebo za operace pod velením colonel commandanta H. T. Dobbina v období od 27. března do 28. dubna 1923.
- Iraq
  - Tato spona byla udílena těm, jež sloužili v Ramádí nebo v blízké oblasti v období od 10. prosince 1919 do 13. června 1920 nebo byli součástí správy Iráku v období od 1. července do 17. listopadu 1920.
- N.W. Persia
  - Tato spona byla udílena příslušníkům NoPerForce a dalším osobám v komunikaci sloužícím pod brigádním generálem Hughem Bateman-Champainem v období od 10. srpna do 31. prosince 1920.
- Southern Desert Iraq
  - Tato spona byla udělena příslušníkům RAF pod velením Air Commodore T. C. R. Higginse za službu proti Akhwanovi v severní poušti v období od 8. do 22. ledna 1928 nebo pod velením velitele letky E. R. C. Nansona mezi 22. lednem a 3. červnem 1928.
- North Iraq
  - Tato spona byla udílena za operace proti šejkovi Mahmúdu Barzanjimu v oblasti Soranu, Irbílu, Aqry a Suri na sever k turecké hranici v období od 15. března do 21. června 1932. Udělena byla příslušníkům RAF a iráckým odvedencům, v oblasti nebyli přítomny žádné jednotky britské armády.[2]
- Palestine
  - Tato spona byla udílena za službu v Britském mandátu Palestina v období od 19. dubna 1936 do 3. září 1939 během arabské vzpoury.
- S.E. Asia 1945–46
  - Tato spona byla udílena za službu v jihovýchodní Asii po japonské kapitulaci, za různou činnost, jako střežení japonských válečných zajatců a udržování práva a pořádku. V listopadu 1946 předala britská vojska své povinnosti bývalým koloniálním mocnostem. Pro udělení medaile bylo rozhodné období služby v období od 3. září 1945 do 30. listopadu 1945 v oblasti Nizozemské východní Indie nebo služba v období od 3. září 1945 do 28. ledna 1946 v oblasti Francouzské Indočíny.
- Bomb and Mine Clearance 1945–49
  - Tato spona se uděluje za 180 dní aktivního zapojení do odstraňování min a bomb ve Velké Británii v období od května 1945 do prosince 1949.
- Bomb and Mine Clearance 1949–56
  - V květnu 1956 královna Alžběta II. schválila rozšíření způsobilosti získání spony za odstraňování min a bomb až do roku 1956, tak aby zahrnovala i službu ve Středomoří.
- Palestine 1945–48
  - Součástí řešení vzpoury v Palestině v letech 1936 až 1939 bylo zavedení imigračních kvót pro Židy, kteří chtěli přijet do Palestiny. Proti tomuto se postavili židovští osadníci v Palestině a v roce 1944 byla proti místním britským silám zahájena partyzánská válka, kterou vedly především o sionistické ozbrojené skupiny Igrun a Lechi. Služba v těchto bojích před rokem 1945 se počítá jako služba za druhé světové války. Pro udělení této spony je rozhodné období služby v dané oblasti od 27. září 1945 do 30. června 1948.
- Berlin Airlift
  - Po nezávislém přezkumu medailí provedeném Johnem Holmesem v roce 2012 byla od 1. března 2015 udílena spona Berlin Airlift civilním posádkám i posádkám RAF za alespoň jednodenní službu od 25. června 1948 do 6. října 1949.[4] V roce 2020 Výbor pro udělení ocenění, vyznamenání a medailí (Committee on the Grant of Honours, Decorations and Medals) rozhodl o neudělení této spony pozemnímu personálu zapojenému do leteckého mostu.[5]
- Malaya
  - Tato spona se udílela za službu Malajsii a Singapuru proti komunistickým partyzánským silám. Rozhodným datem pro udělení spony bylo období od 16. června 1948 do 31. července 1960. Pro Singapur pak období od 16. června 1948 do 31. ledna 1959. Příjemci této spony, jež ji získali po 31. srpnu 1957,[6] kdy se Malajsie stala nezávislým členem Commonwealthu,[7] byli následně od roku 2007 oceňováni Malajskou služební medailí a od roku 2011 jim bylo povoleno její nošení.[8]
- Canal Zone
  - Tato spona se udílela za službu po dobu minimálně 30 dní po sobě jdoucích v období od 16. října 1951 do 19. října 1954 v určitých oblastech Egypta.[9]
- Cyprus
  - Tato spona byla udílena za účast v partyzánské válce s organizací EOKA, která se snažila o sjednocení s Řeckem. Prosazovala tak myšlenku Enosis, která se objevovala v řecké společnosti od 19. století a snažila se o celonárodní sjednocení všech Řeků, bez ohledu na místo, kde žijí. Během čtyř let se do konfliktu zapojilo 40 000 britských vojáků. Původně byla udílena za 120denní službu v období od 1. dubna 1955 do 18. dubna 1959. Po nezávislém přezkumu medailí z roku 2012 bylo od 1. října 2014 kvalifikační kritérium zkráceno na 90 dní, aby byla v souladu s Africkou medailí za všeobecnou službu za tažení v Keni.[4]
- Near East
  - Tato spona mohla být udělena za službu v Egyptě v období od 31. října do 22. prosince 1956. Tento konflikt se často označuje jako suezská krize nebo Operace Mušketýr.
- Arabian Peninsula
  - Kvůli neshodám ohledně území a souvisejících práv na naleziště ropy se ománský imám vzbouřil proti maskatskému sultánovi. Po prvotních neúspěších požádal sultán roku 1955 o pomoc Velkou Británii. Až po rozmístění britských speciálních sil byli rebelové z jejich území vytlačeni do pohoří Džebel Achdar. Rozhodná kritéria pro udělení této spony je služba po dobu minimálně 30 dní v období od 1. ledna 1957 do 30. června 1960 v dané oblasti či v některém ze sousedních států Perského zálivu.
- Brunei
  - Tato spona mohla být udělena za službu po dobu minimálně jednoho dne v oblasti Bruneje, Sarawaku či Severního Bornea v období od 8. prosince do 23. prosince 1962